# René Barjavel

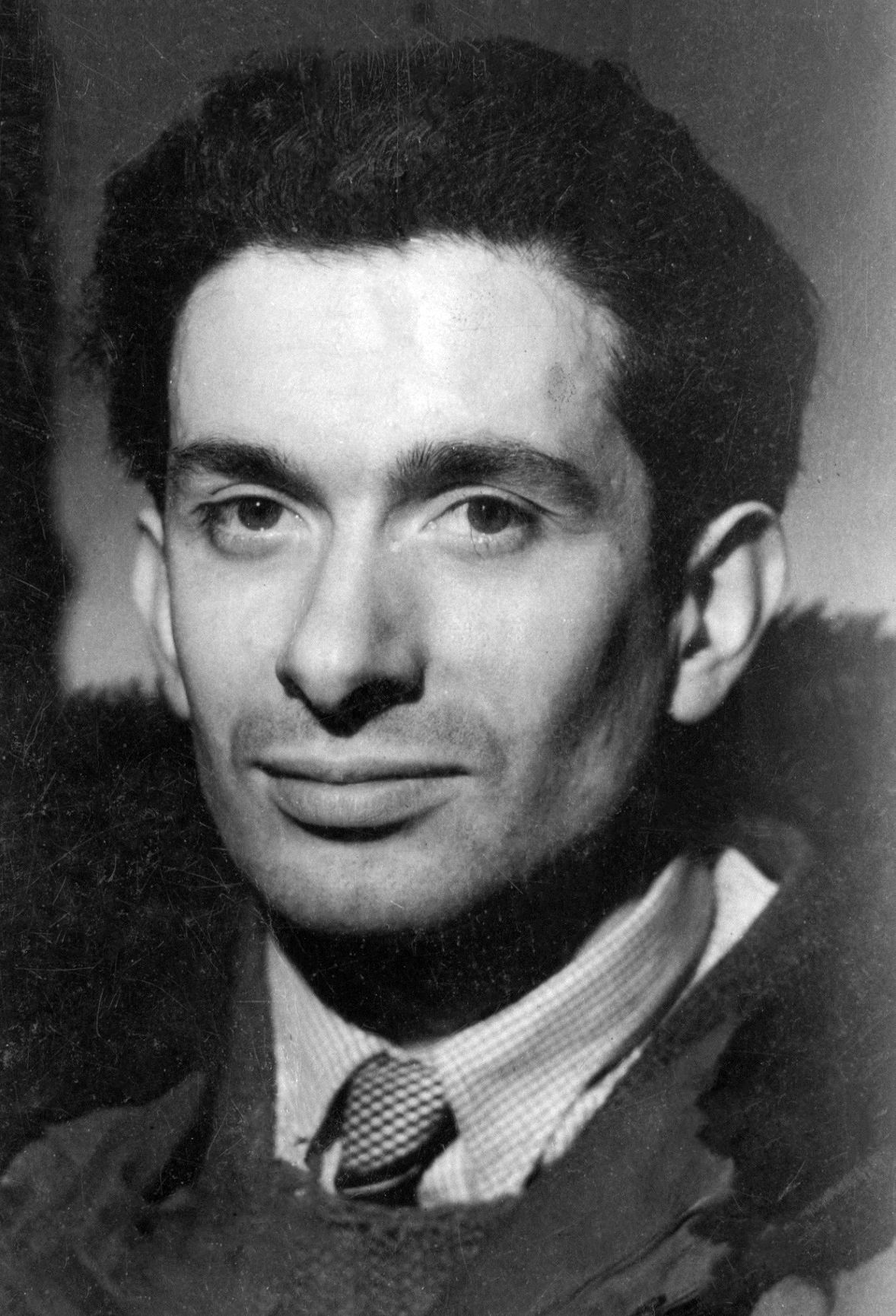
René Barjavel (1949)

René Henri Gustave Barjavel (* 24. Januar 1911 in Nyons; † 24. November 1985 in Paris) war ein französischer Schriftsteller und Journalist. Mit seinem Zukunftsroman Ravage (1943) wurde er zum Vorreiter der neuen Gattung Science-Fiction, als deren bedeutendster Vertreter in Frankreich er heute neben Pierre Boulle gilt. In seinem Zeitreiseroman Le Voyageur imprudent (1944) formuliert er vermutlich als erster Science-Fiction-Autor das sogenannte Großvaterparadoxon.
Neben Science-Fiction-Romanen schrieb Barjavel historische Romane, einen Kriminalroman, eine romanhafte Adaption des Merlin-Stoffes (L’Enchanteur, 1984) sowie einen Entwicklungsroman (Tarendol, 1946), außerdem Kolumnen sowie Essay-Bände zu philosophischen Themen, die auch in seinen Science-Fiction-Romanen zum Tragen kommen (u. a. La Faim du tigre, 1966). In den fünfziger Jahren arbeitete Barjavel vor allem als Drehbuchautor.

## Leben
René Barjavel wurde am 24. Januar 1911 in der Kleinstadt Nyons im südfranzösischen Département Drôme geboren. Nach dem Abitur arbeitete er bei der in Moulins erscheinenden Tageszeitung Le Progrès de l’Allier. Nebenher beschäftigte er sich intensiv mit Literatur und organisierte in Vichy literarische Vortragsabende. Bei einem solchen Vortrag lernte er 1935 Robert Denoël kennen, den Entdecker und Verleger von Louis-Ferdinand Céline. Im selben Jahr wurde Barjavel Redakteur des im Denoël-Verlag erscheinenden Literaturmagazins Le Document und kurz darauf Herstellungsleiter des Verlags.
Von 1939 bis 1940 diente Barjavel als Obergefreiter in einer Zuaven-Einheit, wo er für die Feldküche zuständig war. Die Erfahrung aus dieser Zeit verarbeitete Barjavel u. a. in seinem Zeitreiseroman Le Voyageur imprudent, der 1944 bei Denoël erscheinen sollte. Im Jahr zuvor war bei Denoël bereits der Zukunftsroman Ravage erschienen, Barjavels bis heute berühmtestes Buch. Ebenfalls 1944 erschien das Sachbuch Cinéma total, ein Essay über die Geschichte und die Zukunft des Kinos, in dem der Cineast Barjavel viele Vorhersagen macht, die inzwischen eingetroffen sind, vom 3-D-Kino bis hin zu Streaming-Diensten.
In den fünfziger Jahren arbeitete Barjavel fast ausschließlich für den Film, als Drehbuch- und/oder Dialogautor. Er schrieb, allein oder in Kooperation, rund vierzig Drehbücher.
1962 meldete sich Barjavel zurück als Science-Fiction-Autor mit dem Roman Colomb de la lune, der Geschichte einer ersten bemannten Mondmission mit desaströsem Ausgang. 1968 erschien die Romanadaption eines nicht zustande gekommenen Filmprojekts, La Nuit des temps, sowie 1973 Le grand Secret; beide gelten gemeinhin als Barjavels beste Science-Fiction-Werke (s. etwa: Reclams Science Fiction Führer, Stuttgart 1982).
Barjavel starb 1985 in Paris und wurde neben seinen Vorfahren auf dem Friedhof von Tarendol begraben, gegenüber dem Berg Mont Ventoux. In dem Roman Colomb de la lune befindet sich im Innern des Mont Ventoux die Startrampe für die Mondrakete. Tarendol ist der Name des Protagonisten in dem gleichnamigen Roman.

## Werk

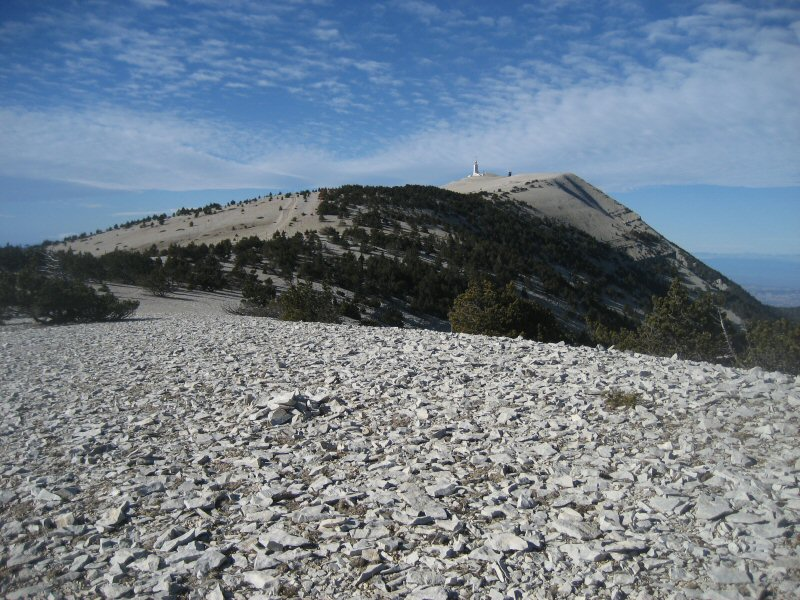
Mont Ventoux, ein Schauplatz im Roman Colomb de la Lune

Barjavels zentrales Thema seiner SF-Romane ist die Rolle des Menschen auf der Erde. Als ein Teil des Lebens scheint er seine große Erfindungsgabe, die ihn so deutlich von allen anderen Lebewesen unterscheidet, am Ende nur dazu zu nutzen, das Leben auf der Erde auszulöschen. Zentrale Motive in Barjavels (SF)-Romanen sind daher der Ausbruch eines dritten Weltkriegs und die Umweltzerstörung sowie die Anstrengung, die Katastrophe der Vernichtung allen Lebens im letzten Moment abzuwenden. Barjavels Stil ist dabei stets ironisch gefärbt, oft schwarz-humoristisch, zuweilen grotesk-komisch. Seine Schilderungen, besonders die von futuristischen Gesellschaften, sind von großer Plastizität und Detailfülle, seine Plots meisterhaft konstruiert und oft thrillerartig spannend. Kurze Kapitel und „harte Schnitte“ verraten die Nähe des Autors zum Film.

## Ehrungen
- 1969 Prix des Libraires für La Nuit des temps
- 1973 Prix Maison de la Presse für Le grand Secret
- 1975 Prix Claude-Farrère für Les Dames à la licorne
- 1980 Prix Saint-Simon für La Charrette bleue

## Bibliografie

### Science-Fiction-Romane
- Ravage (1943)
- Le Voyageur imprudent (1944)
- Le Diable l’emporte (1948), dt. Sintflut der Atome
- Colomb de la lune (1962)
- La Nuit des temps (1968), dt. Elea, auch Die Fremde aus dem Eis
- Le grand Secret (1973), dt. Das große Geheimnis
- Une Rose au paradis (1981), dt. Eine Arche für morgen
- La Tempête (1982)

### Andere Romane und Erzählungen
- Roland, le chevalier plus fort que le lion (Historischer Jugendroman, 1942)
- Tarendol (Entwicklungsroman, 1946)
- Jour de feu (Phantastischer Roman, 1957)
- Les Chemins de Katmandou (Thriller, 1969), dt. Katmandu
- Les Dames à la licorne (Historischer Roman, zus. m. Olenka de Veer, 1974)
- Le Prince blessé (Gesammelte Erzählungen, 1974)
- Les Jours du monde (Historischer Roman, zus. m. Olenka de Veer, 1977)
- La Charrette bleue (Romanhafte Kindheitserinnerungen, 1981)
- L’Enchanteur (Fantasy-Roman, 1984)
- La Peau de César (Kriminalroman, 1985)

### Nicht-fiktionale Werke
- Colette à la recherche de l’amour (Essay, 1934)
- Cinéma total (Essay, 1944)
- Journal d’un homme simple (Tagebuch, 1951)
- La Faim du tigre (Essay, 1966)
- Les Années de la lune (Kolumnen, 1972)
- Les Années de la liberté (Kolumnen, 1975)
- Les Années de l’homme (Kolumnen, 1976)
- Si j’étais Dieu ... (Essay, 1976)
- Lettre ouverte aux vivants qui veulent le rester (Essay, 1978)
- Demain le Paradis (Essay, unvollendet, 1986)

## Filmografie (Auswahl)
Drehbuch
- 1950: Frauen ohne Namen (Donne senza nome)
- 1952: Don Camillo und Peppone (Le petit monde de Don Camillo)
- 1953: Don Camillos Rückkehr (Le Retour de don Camillo)
- 1953: Eine wunderbare Liebe (L’étrange désir de M. Bard)
- 1954: Der Hammel mit den fünf Beinen (Le mouton à cinq pattes)
- 1956: Die Abenteuer des Till Ulenspiegel (Les aventures de Till L‘Espiègle)
- 1956: Der Damenschreck (La terreur des dames)
- 1956: Der Mann im Regenmantel (L’homme à imperméable)
- 1956: Doktor Laurent (Le cas du Docteur Laurent)
- 1957: Die Elenden (Les misérables)
- 1959: Das kunstseidene Mädchen
- 1959: Ein Engel auf Erden (Mademoiselle Ange)
- 1959: Pariser wider Willen (Toto a Parigi)
- 1960: Das kunstseidene Mädchen
- 1960: Lichter von Paris (Boulevard)
- 1962: Der Teufel und die Zehn Gebote (Le diable et les dix commandements)
- 1963: Rasthaus des Teufels (Chaire de poule)
- 1969: Katmandu

Literarische Vorlage
- 1989: Das große Geheimnis (Le grand secret) (Fernseh-Mehrteiler)